# Cascade-Gletscher (Chugach Mountains)
Der Cascade-Gletscher ist ein Gletscher im US-Bundesstaat Alaska. Er befindet sich im Chugach National Forest 90 km östlich von Anchorage.

## Geografie
Der 6,3 km lange Cascade-Gletscher hat sein Nährgebiet auf 1900 m Höhe östlich von Mount Gilbert in den südwestlichen Chugach Mountains. Von dort strömt er in südlicher Richtung und endet am Nordwestufer des Barry Arm, einer Seitenbucht des Prinz-William-Sunds. Der Gletscher bedeckt eine Fläche von etwa 9,5 km² und besitzt eine mittlere Breite von 1,5 km.

## Gletscherentwicklung
Der Cascade-Gletscher ist stark im Rückzug begriffen. Die Gletscherzunge zog sich in den letzten Jahrzehnten um etwa 650 m aus der Bucht zurück. Mitte des 20. Jahrhunderts bildete der Cascade-Gletscher noch eine gemeinsame Eisfront mit dem weiter östlich gelegenen Barry-Gletscher, der sich ebenfalls in den letzten Jahren stark zurückzog.

## Namensgebung
Benannt wurde der Gletscher im Jahr 1899 von Mitgliedern der Harriman-Alaska-Expedition. Der Name bezieht sich auf die schmale und steile Gletscherzunge des Cascade-Gletschers, die an einen stufenartigen Wasserfall erinnert.